# Вуорелайненіт
Вуорелайненіт — це дуже рідкісний мінерал із групи шпінелей у класі мінералів «оксиди та гідроксиди» з кінцевим складом Mn2+V3+2O4 і, отже, хімічно кажучи, це оксид марганцю-ванадію.
Вуорелайненіт кристалізується в кубічній кристалічній системі, але досі був виявлений лише в мікрокристалічній формі у вигляді недосконалих кристалітів розміром приблизно до 80 мкм або зернистих до грубих агрегатів уздовж меж зерен інших мінералів. Мінерал непрозорий і має металевий блиск на поверхні сіро-чорних зерен, які також виглядають коричнево-сірими у відбитому світлі мікроскопа. Колір лінії вуорелайненіту, навпаки, коричневий.
Вуорелайненіт є ванадієвим аналогом манганохроміту (Mn2+Cr3+2O4) і марганцевим аналогом кулсоніту. Вуорелайненіт утворює змішану кристалічну серію з манганохромітом.